# Irina Fëdorovna Sebrova
Irina Fëdorovna Sebrova (in russo Ирина Фёдоровна Себрова?; Novomoskovsk, 25 dicembre 1914 – Mosca, 5 aprile 2000) è stata un'aviatrice russa, decorata come eroe dell'Unione Sovietica Irina Sebrova è stata un tenente e pilota dell'aeronautica sovietica che prestò servizio nel 588º Reggimento bombardamento notturno composto da personale femminile durante la seconda guerra mondiale..

## Biografia

### Formazione
Nacque il 25 dicembre 1914 a Novomoskovsk in una famiglia operaia e poi si trasferì a Mosca dove si laureò. Lavorò in fabbrica e intanto si specializzò nel volo. Già a 23 anni era diventata un'esperta istruttrice di volo e nel 1940 entrò nell'aviazione militare.

### Seconda guerra mondiale
Nel 1941 venne arruolata nell'Armata Rossa, completò i suoi studi sull'aviazione militare e fu assegnata al 588º Reggimento di Bombardieri Notturni, formato da donne, e prese parte a 1008 missioni di bombardamento. Aderì al Partito Comunista dell'Unione Sovietica nel 1943 e il 23 febbraio 1945 venne insignita della massima onorificenza militare sovietica, fu Eroe dell'Unione Sovietica con una Stella d'Oro e ricevette l'Ordine di Lenin.

### Ritorno alla vita civile
Si ritirò dall'aeronautica militare nel 1948, entrando a far parte del Moscow Aviation Institute. Morì nel 2000 e venne sepolta nel cimitero di Rakitin.